# Ölmos fjärden
Ölmos fjärden är en fjärd i Finland. Den ligger i landskapet Egentliga Finland, i den sydvästra delen av landet, 140 km väster om huvudstaden Helsingfors.
Ölmos fjärden avgränsas av Kimitoön vid Ölmos i söder, Stornäset i öster samt Storön och Ekholmen i norr. I väster sträcker den sig ut till Högland där den ansluter till Gullkrona fjärd. I nordöst ansluter den till Bergholms fjärden och i sydöst till Ölmos viken.